# Skulpturen im Grugapark

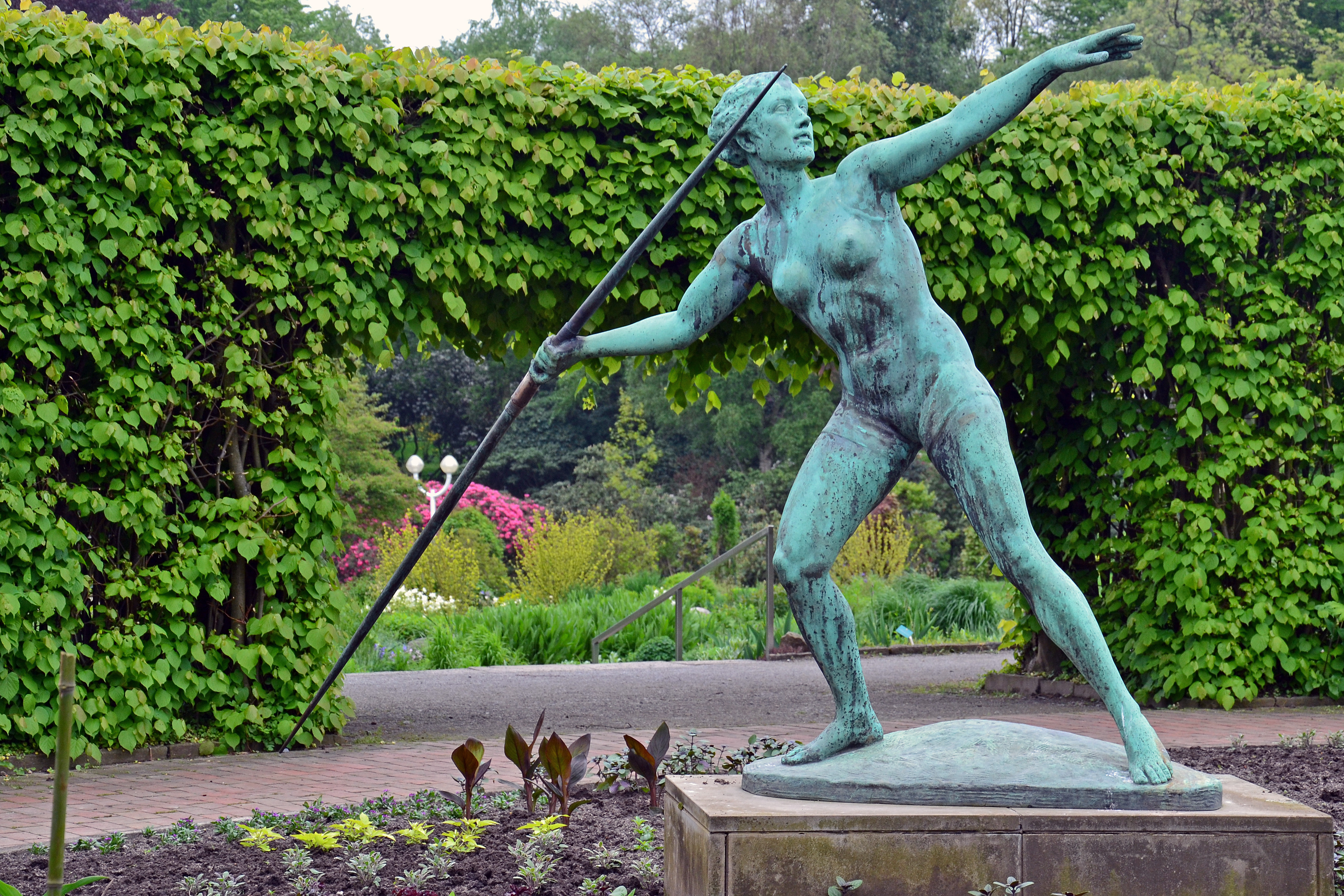
Ernst Seger: Speerwerferin von 1937

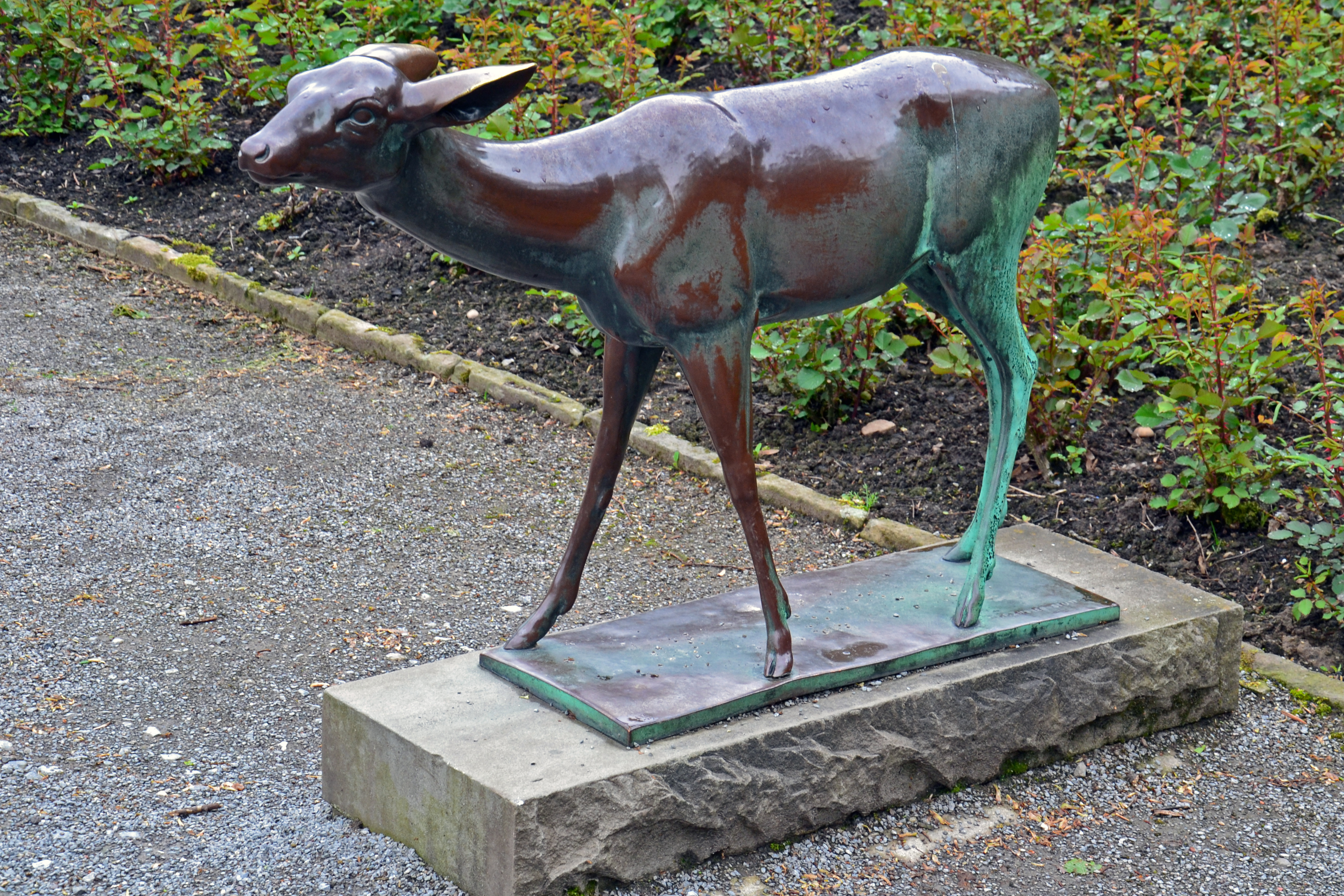
Erstes Kunstwerk des Parks: das Reh von F. P. Zimmer

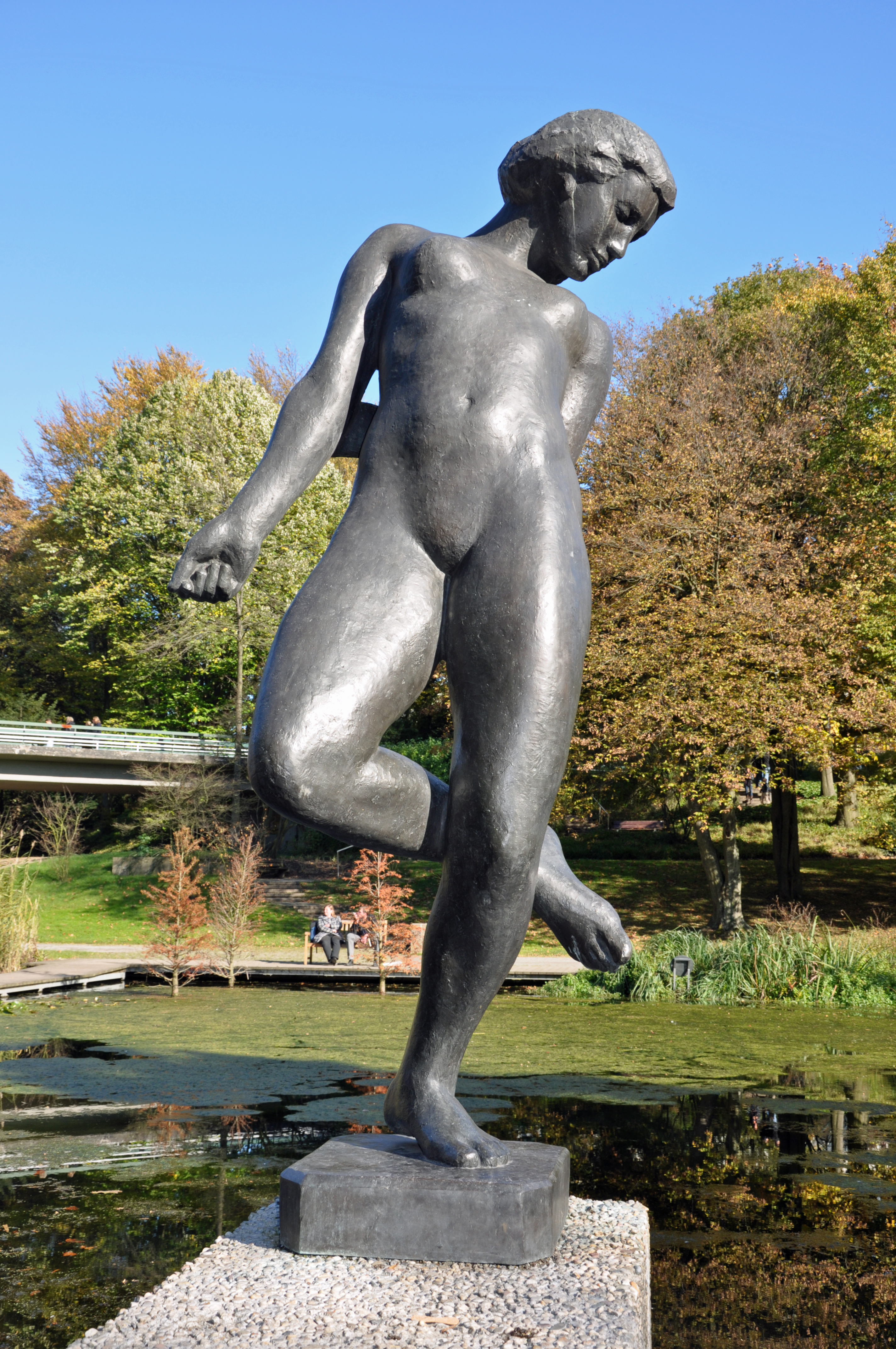
Georg Kolbe: Große Badende

Im Grugapark der Stadt Essen werden auf dem freien Gelände verteilt derzeit 44 Skulpturen und Kunstwerke gezeigt. Sie reichen von der Klassischen Moderne bis zur Zeitgenössischen Kunst und können unter anderem auf geführten Rundgängen besichtigt werden. Meist handelt es sich um überwiegend dauerhafte Leihgaben von Privatpersonen, Firmen, Stiftungen, Museen oder von Künstlern, deren Werke im geschützten Bereich präsentiert werden. Damit ist es der größte Skulpturenpark des Ruhrgebiets. Zur Sammlung Grugapark gehören auch drei Kunstwerke, die sich außerhalb des Parks im  Skulpturenensemble Moltkeplatz befinden und aus der Schenkung von Roger Schimanski stammen. 

## Geschichte
Der Grugapark wurde im Jahre 1929 als Große Ruhrländische Gartenbauausstellung (GRUGA) eröffnet. Hier wurde 1938 die zweite Reichsgartenschau und 1965 die achte Bundesgartenschau präsentiert.
Die erste Skulptur kam durch eine Schenkung mit der Eröffnung des Botanischen Gartens 1927, der Keimzelle des Grugaparks. Es war das bronzene Reh von F. P. Zimmer, einem Künstler, der später in Atlanta Kunstprofessor wurde und im Atlanta Botanical Garden einen zweiten Abguss des Rehs aufstellen ließ.
Zuletzt kamen im Oktober 2017 die Skulptur Imploded pyramid des Künstlers Ewerdt Hilgemann im Staudengarten sowie im Frühjahr 2018 die Skulptur Lindwurm von Adolf Wamper hinzu. Am 18. Oktober 2019 wurde die Skulptur Zwei Pferde als Leihgabe des Essener Künstlers Johannes Brus feierlich nahe der Tummelwiese eingeweiht.

## Werke im Einzelnen
- Heinrich Adolfs: Kindergruppe (1936) aus Bronze, Fohlenhüter (1938) aus Muschelkalk und Flötenspiel (um 1932) aus Sandstein
- Adam Antes: Auffliegender Schwan (1964) aus Bronze
- Herbert Baumann: Sonnenscheibe (1961/62) aus Muschelkalk
- Hermann Blumenthal: Florentiner Mann (1937) aus Bronze
- Johannes Brus: Zwei Pferde aus Beton (2007)
- Jörg Engelmann: Meteorit (1998) aus schwarzem Diabas
- Joseph Enseling: Friede (1938/39) aus Bronze
- Hermann Geibel: Kind mit Blockflöte (1936/37) aus Bronze
- Ernst Hackländer: Junge mit Fisch (1930er Jahre) aus Bronze
- Philipp Harth: Tiger (1936/37); Pferde (1937/38) befanden sich zuvor im Stadtgarten Essen, Auffliegender Reiher (1951) und Schreitende Störche (1957); alle aus Bronze
- Ewerdt Hilgemann: Imploded pyramid (2002) aus gebürstetem Edelstahl
- Alfred Hrdlicka: Der Große Geist (1971/73) aus Marmor
- Robert Ittermann: Sitzender Knabe (1951) aus Bronze
- Wilhelm John: Faun (1940er Jahre) aus Betonguss
- Rolf Jörres: Steinzeichen (1963) aus Muschelkalk
- Fritz Klimsch: In Wind und Sonne (1936) aus Bronze
- Georg Kolbe: Große Badende (1914) aus Bronze, stand bis Ende der 1980er Jahre auf dem Kennedyplatz in einem Brunnen
- Bruno Krell: Kohlenträger (1958) aus Kalkstein
- Walter E. Lemcke: Tänzerin (1953) und Krugträgerin (1930); beide aus Bronze
- Thomas Lenk: Schichtung (um 1970) aus 70 verzinkten Stahlplatten
- Kurt Link: Trinkbrunnen (1960er Jahre) aus Bronze
- Herbert Lungwitz: Schwatzende Frauen (1954) aus Terrakotta und Brunnen (1960) aus verchromtem Stahl
- Gerhard Marcks: Großer Adam (1953) aus Bronze
- Matschinsky-Denninghoff: Orion (1987) aus Chromnickelstahl
- Henry Moore: Knife Edge (1961) aus Bronze
- Heinz Neumann: Wandgitter (1965) aus Metall
- James Reineking: Dislocator (1975–1977) aus Stahl
- Auguste Rodin: Das Gebet - Torso de jeune femme (1906/09) aus Bronze
- Thomas Rother: Großer Bollerwagen (1995) aus Holz
- Richard Scheibe: Eos (1937) aus Bronze
- Ernst Seger: Speerwerferin (1937) aus Bronze
- Jean Sprenger: Mensch und Technik (1955) und Uwa (1950/51); beide aus Bronze
- Milly Steger: Jungfrau (1905) aus Sandstein
- Heinz Theuerjahr: Falke aus Chromnickelstahl
- Johanna Wagner: Mutter und Kind (um 1950) aus Kalkstein
- Adolf Wamper: Lindwurm (1963) aus Betonguss mit Mosaiksteinen
- Fritz Paul Zimmer: Reh (1920er Jahre) aus Bronze

Nicht mehr im Grugapark vorhanden ist die Große Stehende aus dem Jahr 1932 von Josef Enseling, eine Bronzeskulptur, die südlich der Kranichwiese aufgestellt war. Auch das Alphabet des Lebens, eine Holzskulptur von Jems-Robert Koko Bi von der Elfenbeinküste und Eckhard Schulze-Fielitz ist nicht mehr vorhanden.
Die knapp drei Meter hohe Skulptur des Berliner Bären aus Anröchter Dolomit, die vom Bildhauer Herbert Lungwitz für den Grugapark erschaffen und am 19. September 1959 hier aufgestellt worden war, wurde am 10. Juli 1964 am nun Berliner Platz genannten Kreisverkehr im Essener Westviertel aufgestellt. In seinen steinernen Sockel sind die Worte Denkt an Berlin geprägt. Die Skulptur war wegen Umbauten des Platzes seit 2007 eingelagert und ist 2012 am zwei Jahre zuvor fertiggestellten Kreisverkehr des Berliner Platzes vor der Agentur für Arbeit wieder aufgestellt worden. Seit 2016 steht das Erinnerungsmal unter Denkmalschutz.
Der 1963 erschaffene Drachenbrunnen des Künstlers Adolf Wamper – er selbst nannte die Skulptur Lindwurm – der von Beginn an am 2011 geschlossenen Jugendhaus an der Papestraße in Holsterhausen stand, wurde mit rund 25.000 Euro saniert und am 8. Mai 2018 vor dem Kinderspielhaus im Grugapark eingeweiht. Ein Drittel der Kosten übernahm der Verein Freundeskreis Grugapark, sonst beteiligten sich Sponsoren, Politik und Verwaltung. Mit ihrem bunten Mosaik ist sie die einzige farbige Skulptur im Park.

Skulpturen-Auswahl
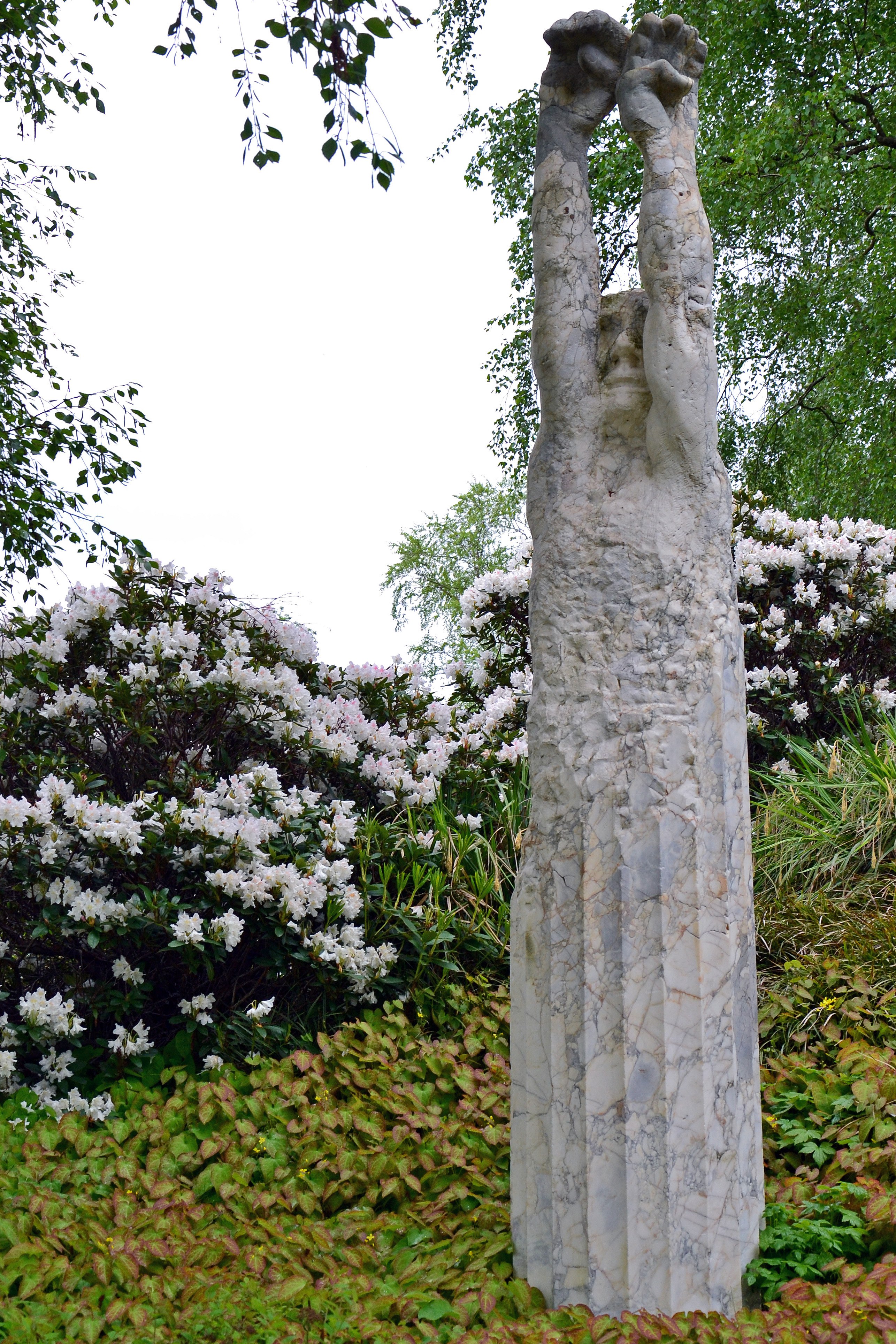
Der Große Geist von Alfred Hrdlicka (1971/73)
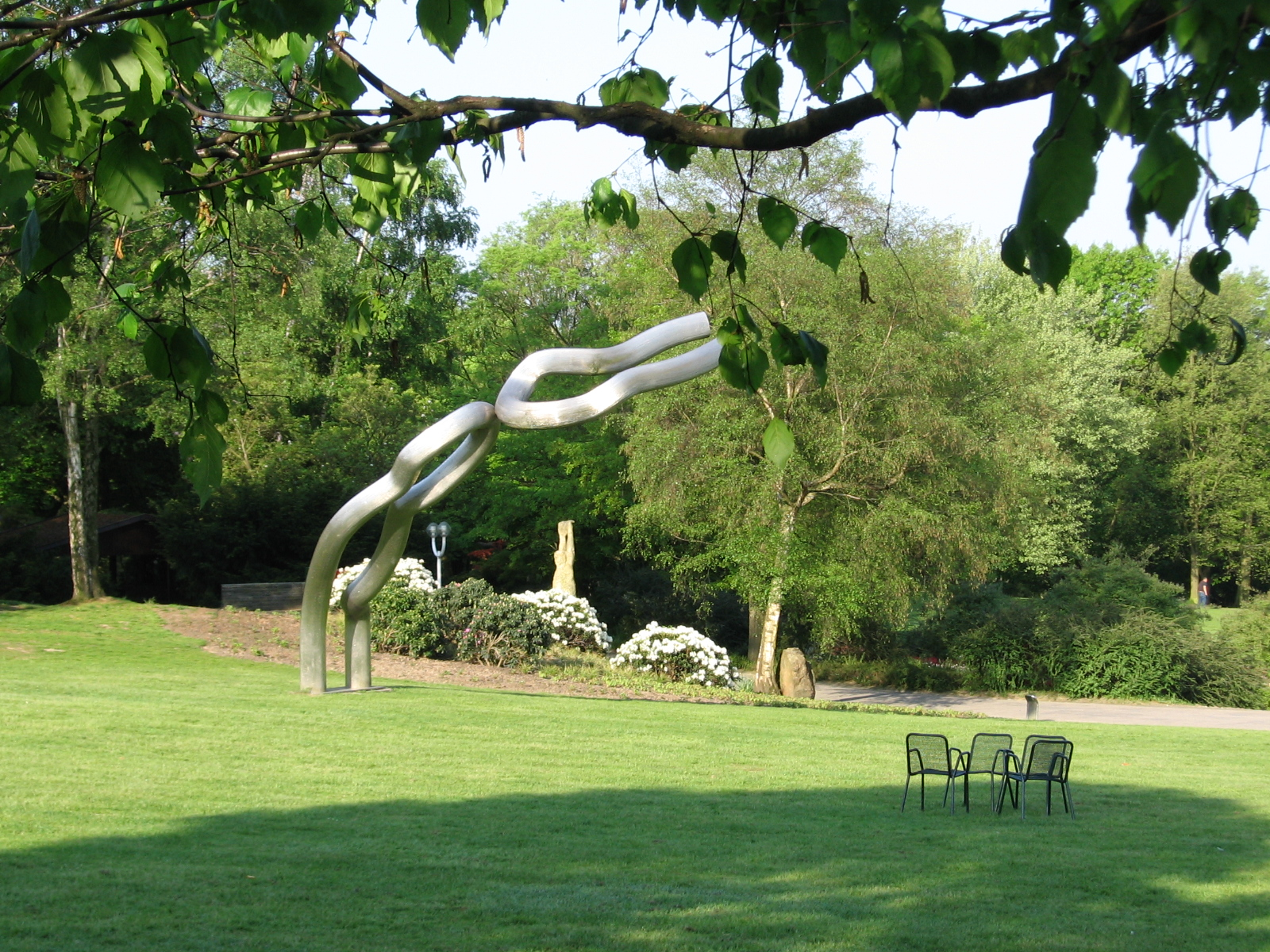
Orion von Matschinsky-Denninghoff (1987)
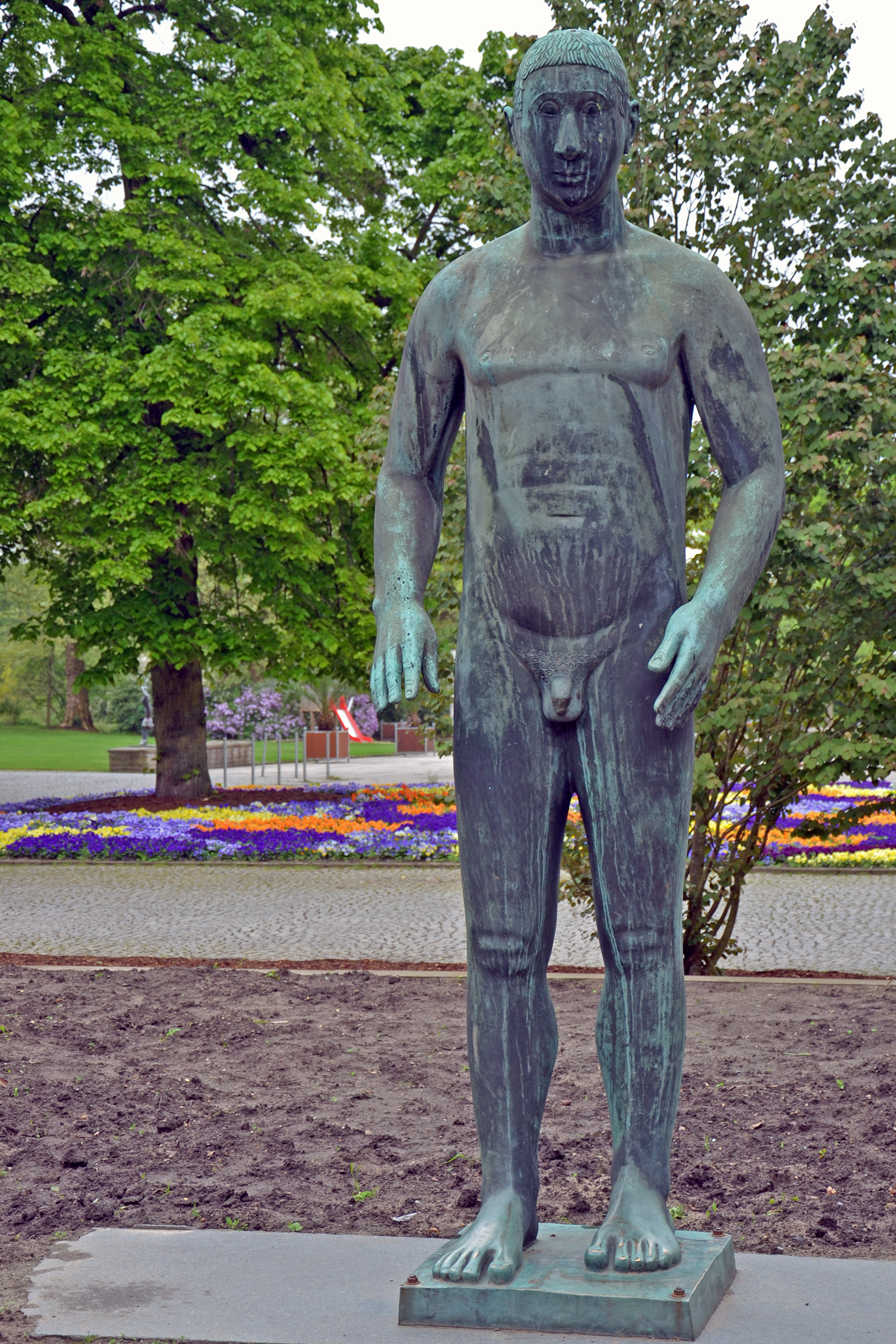
Großer Adam von Gerhard Marcks (1953)
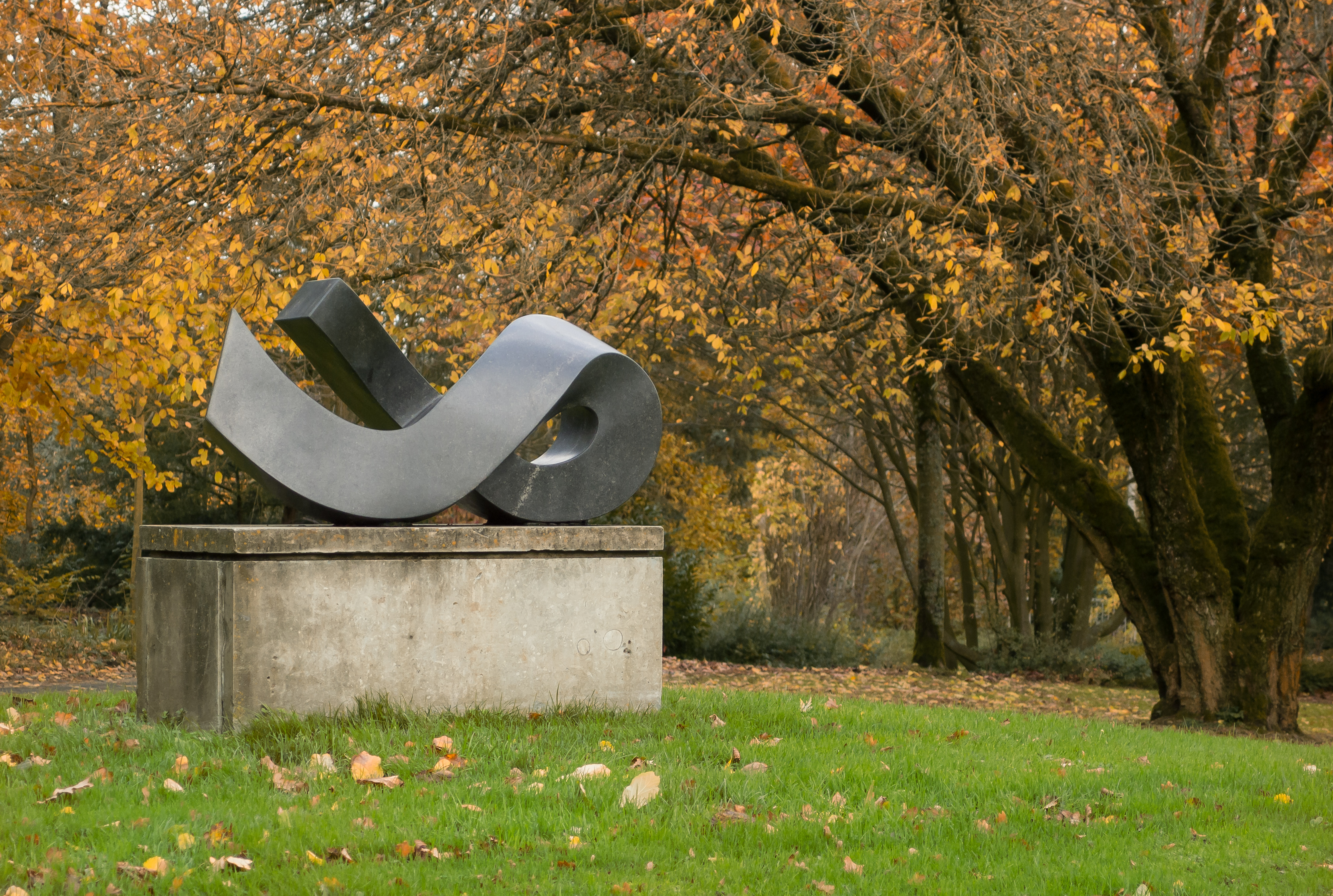
Meteorit von Jörg Engelmann (1998)
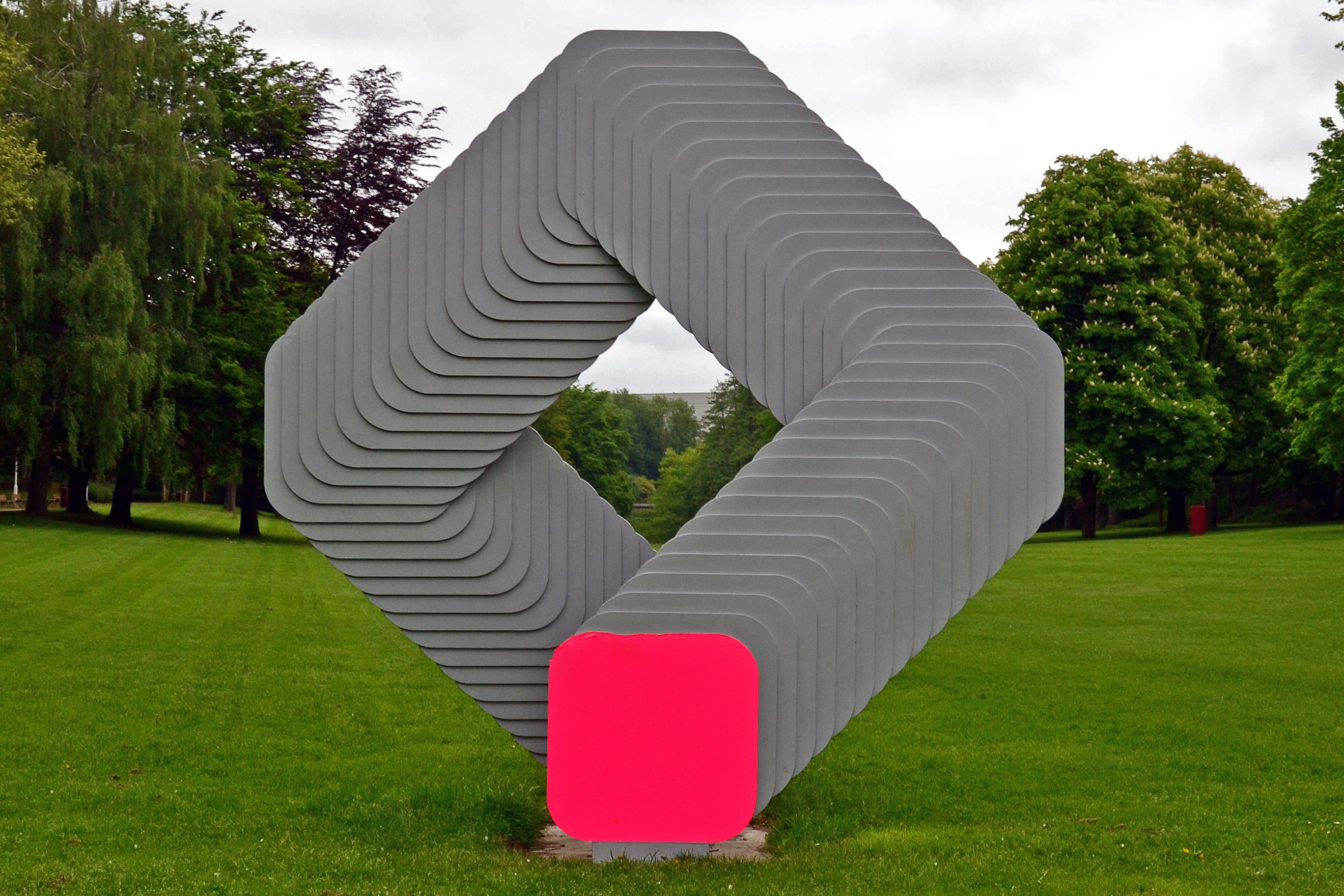
Schichtung von Thomas Lenk (um 1970)
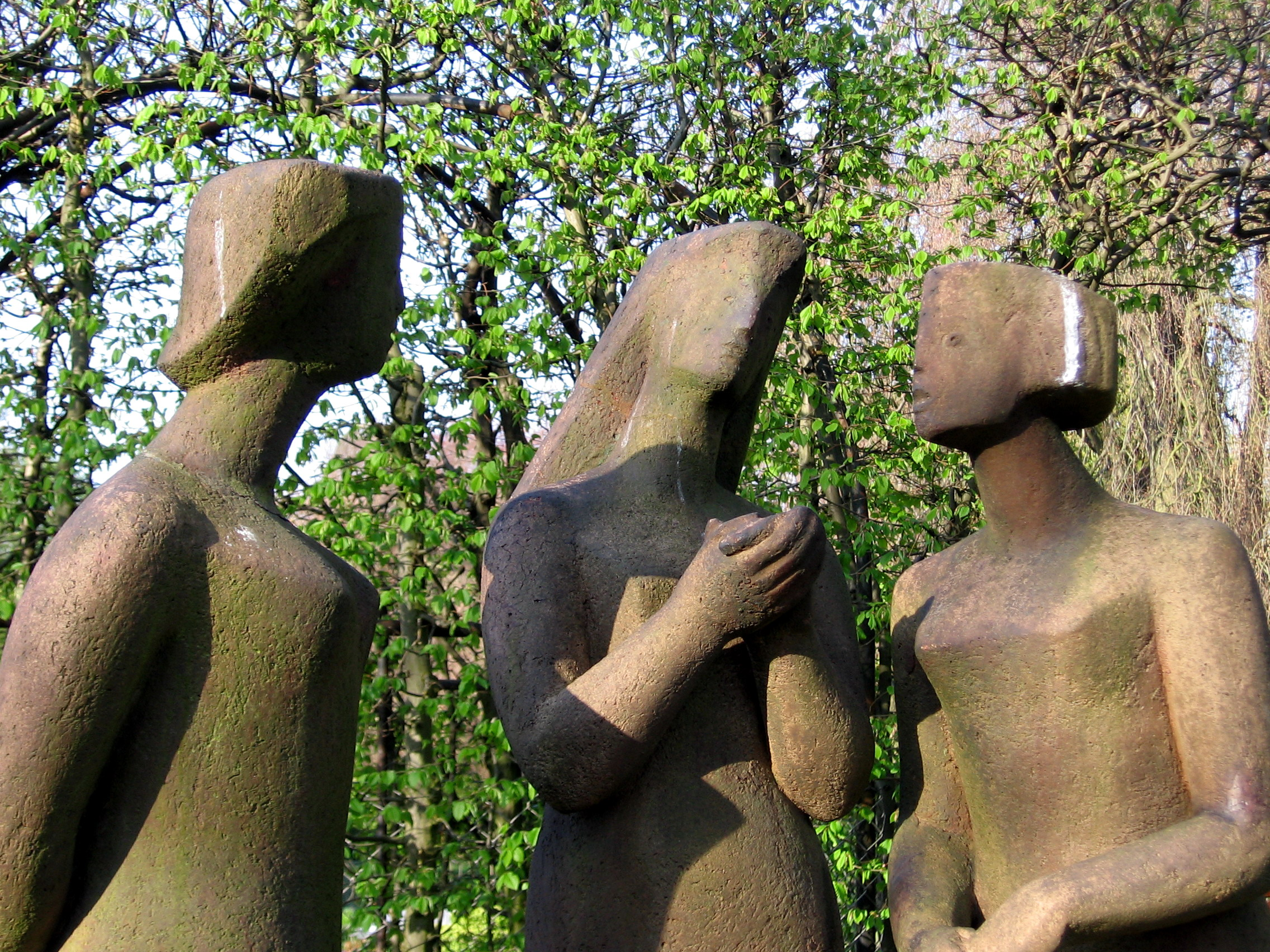
Schwatzende Frauen von Herbert Lungwitz (1954)
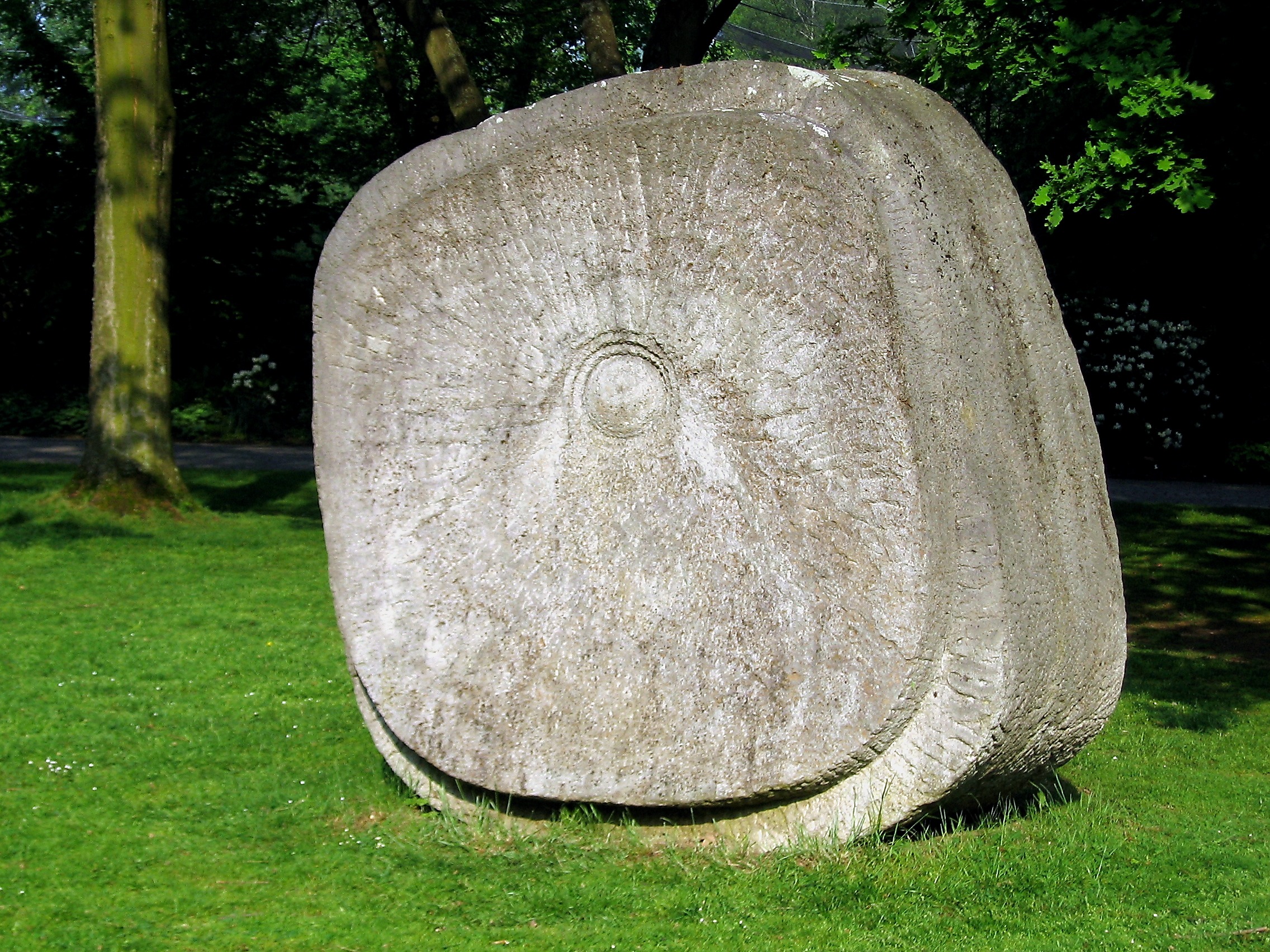
Sonnenscheibe von Herbert Baumann (1961/62)
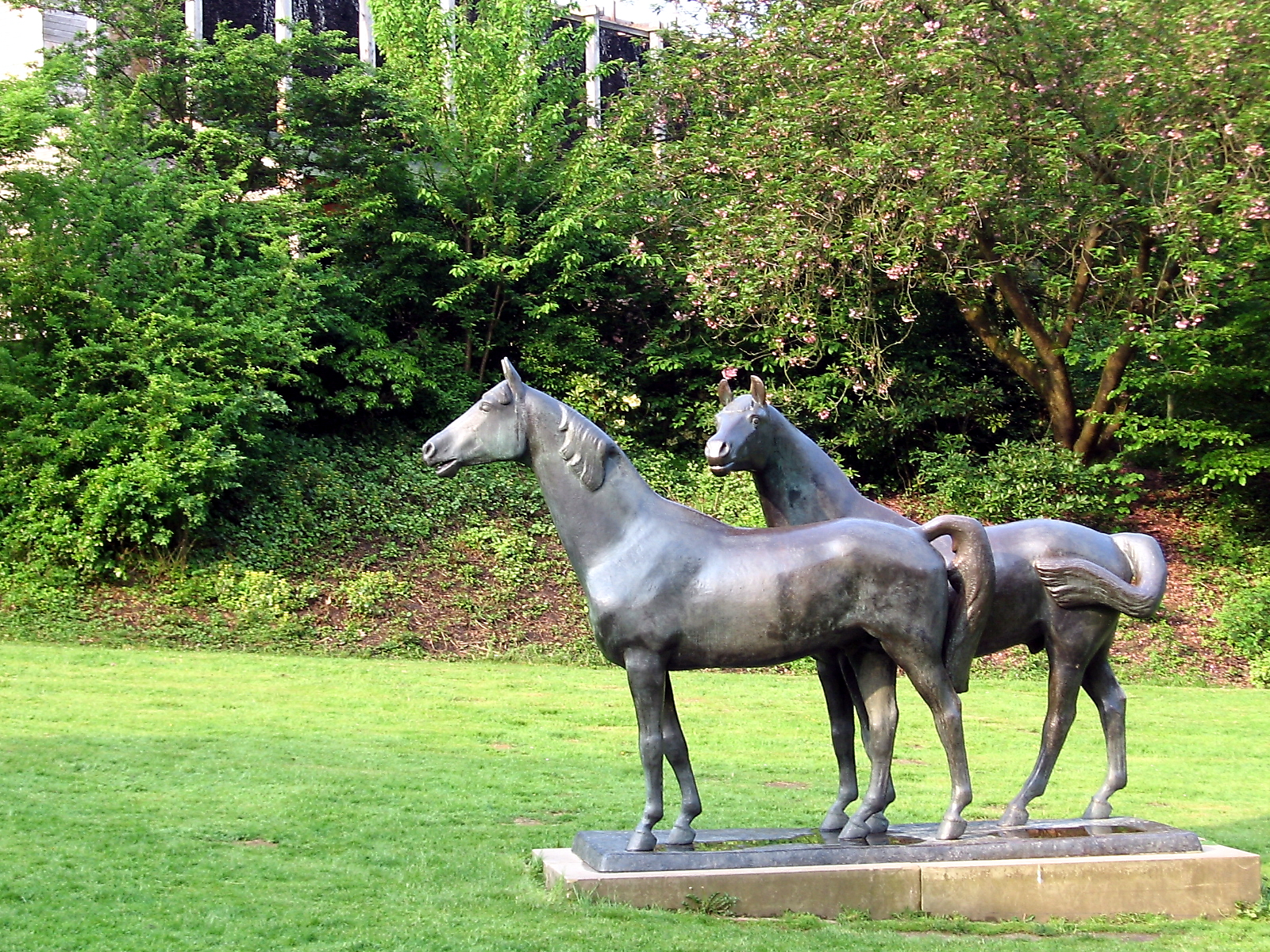
Pferde von Philipp Harth (1937/38)
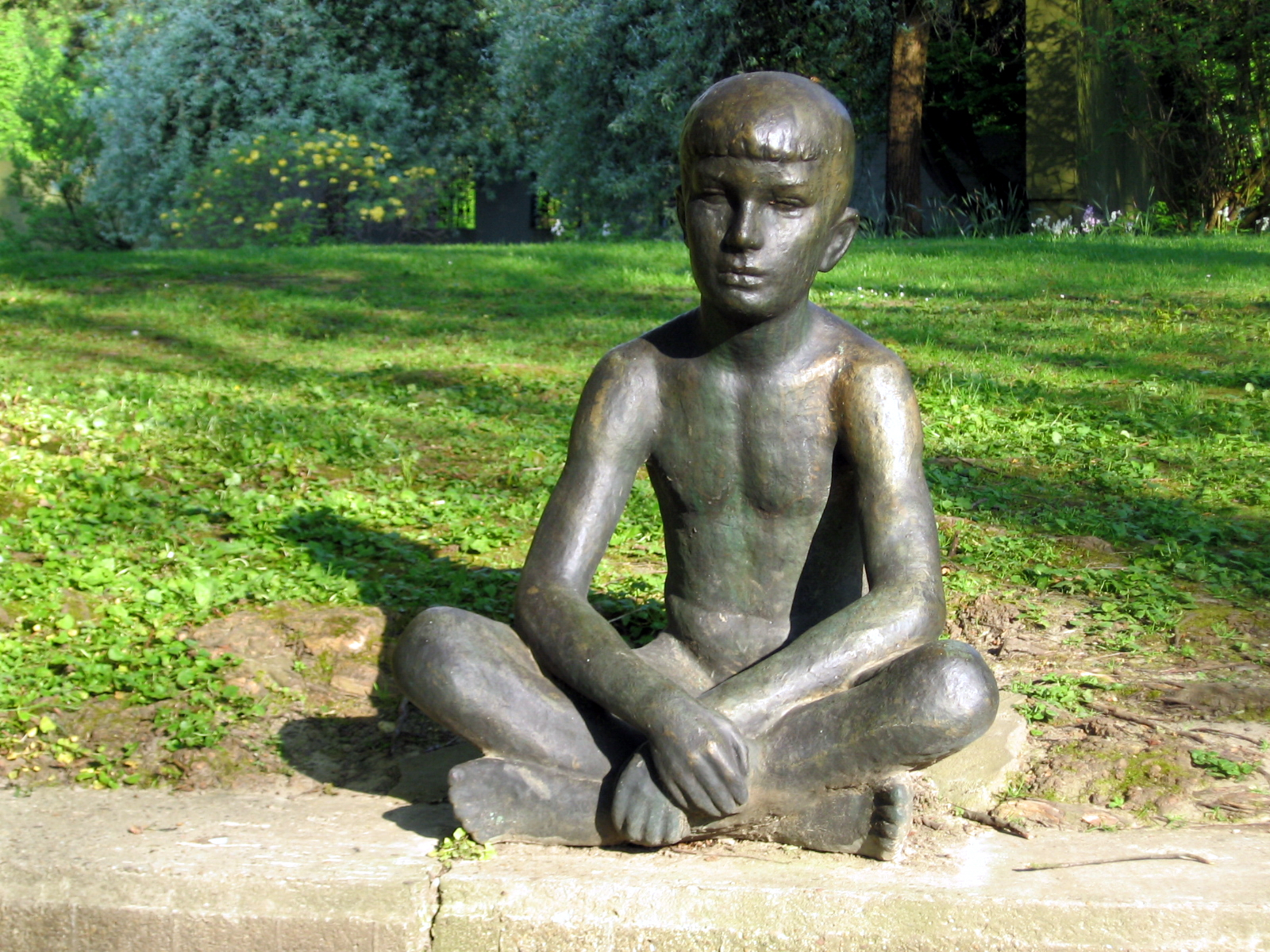
Sitzender Knabe von Robert Ittermann (1951)

Die vollständigen Abbildungen aller Kunstwerke sind unter dem unten genannten Commons-Weblink zu finden.